# Рицимер
Флавий Рицимер или Рикимер (на латински: Ricimer, Rikimer) e magister militum (командващ армията) на Западна Римска империя през 5 век.

## Биография
Флавий Рицимер е германски генерал и ариански християнин, син на Речила, крал на свебите, и на дъщерята на западноготския крал Валия. Младите си години прекарва в двора на император Валентиниан III, където получава боен опит при Аеций, magister militum на Валентиниан III в западната част на Римската империя.
През 457 г. император Лъв I дава на Рицимер почетната титла patricius. Рицимер е de facto регент на това, което е останало от Западната Римска империя. Рицимер практически е владетел в Италия. През април 457 г. Рицимер провъзглася след смъртта на Авит своя боен камарад Майориан за западноримски император.
През 459 г. той е консул заедно с Флавий Юлий Патриций. Рицимер провъзглася на 19 ноември 461 г. сенатор Либий Север за император и през есента на 465 г. го сваля. През 467 г. провъзглася Антемий за император и се жени за дъщеря му.
През март или април 472 г. Рицимер провъзглася Олибрий за император и след тримесечна обсада завладява Рим на 1 юли 472 г. Убива император Антемий, а Рим дава за грабеж на войниците си. Рицимер умира след два месеца от висока температура. Титлата му patricius наследява племенникът му Гундобад.

## Фамилия
Рицимер е женен за Алипия, дъщеря на Антемий и Марция Евфемия, дъщеря на Маркиан. Те нямат деца.